# Marie Gabriëlle in Beieren

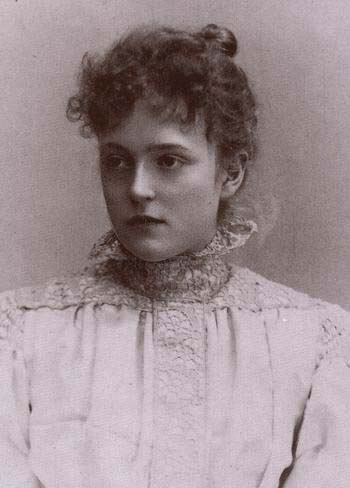
Marie Gabriëlle Mathilde Isabelle Therese Antoinette Sabine Von Bayern Von Wittelsbach, op een foto uit 1905

Marie Gabriëlle Mathilde Isabelle Therese Antoinette Sabine Von Bayern Von Wittelsbach  (Tegernsee, 9 oktober 1878 - Sorrento, 24 oktober 1912) was een hertogin in Beieren.
Marie Gabriëlle was een dochter van hertog Karel Theodoor in Beieren en zijn tweede vrouw Maria José van Bragança.
Ze trouwde met kroonprins Rupprecht van Beieren op 10 juli 1900.
Ze kregen samen vier kinderen:
- Luitpold (8 mei 1901 - 27 augustus 1914)
- Irmingard Marie (21 september 1902 - 21 april 1903)
- Doodgeboren dochter (1903)
- Albrecht (3 mei 1905 - 8 juli 1996), trouwde met Maria Franziska von Trakostjan (8 maart 1904 - 10 juni 1969)
- Rudolf (30 mei 1909 - 26 juni 1912)

Marie Gabriëlle overleed ten gevolge van nierfalen.